# Rafael Blasco
Rafael Blasco Castany (Alcira, Valencia, 9 de febrero de 1945) es un político español. Durante casi tres décadas ha desempeñado numerosas Consejerías en la Generalidad Valenciana, primero como militante del PSOE y después del PP. Desde el 15 de junio de 2015 está en prisión cumpliendo una condena de cárcel de seis años y medio por el Caso de la Cooperación. El 1 de febrero de 2019 salió de prisión en régimen de semilibertad al haber obtenido el tercer grado penitenciario.

## Biografía
En su juventud militó en organizaciones de izquierda, primero en el PCE, posteriormente en el MCE y finalmente en el PCE(ml) - FRAP. En la etapa inmediatamente posterior a finalizar sus estudios universitarios de Derecho había accedido por oposición a una plaza de interventor de la Administración Local, pero su primera militancia, todavía bajo el franquismo, le llevó a prisión en varias ocasiones, siendo detenido en junio de 1976 por ser considerado "máximo responsable del  PCE(ml) - FRAP" en Cataluña.
Posteriormente pasó al PSPV-PSOE, de la mano de su hermano Francisco Blasco que durante años fue alcalde de Alcira, y principal dirigente de los socialistas de la comarca de La Ribera. En 1983 el socialista Joan Lerma, primer presidente de la Generalidad Valenciana, le nombra "conseller" de Presidencia. Por esa época Blasco contrajo matrimonio con Consuelo Císcar, secretaria personal de Lerma y hermana de Ciprià Císcar, conseller de Educación y uno de los máximos dirigentes del PSPV-PSOE. En 1985 fue nombrado "conseller" de Obras Públicas y Urbanismo. Cuatro años después se presentó una denuncia por sobornos a funcionarios de la "conselleria" a cambio de la recalificación de terrenos. El presidente Lerma lo destituyó de su cargo, pero la invalidación de unas grabaciones telefónicas, presuntamente incriminatorias, le permitió a Blasco salir absuelto.

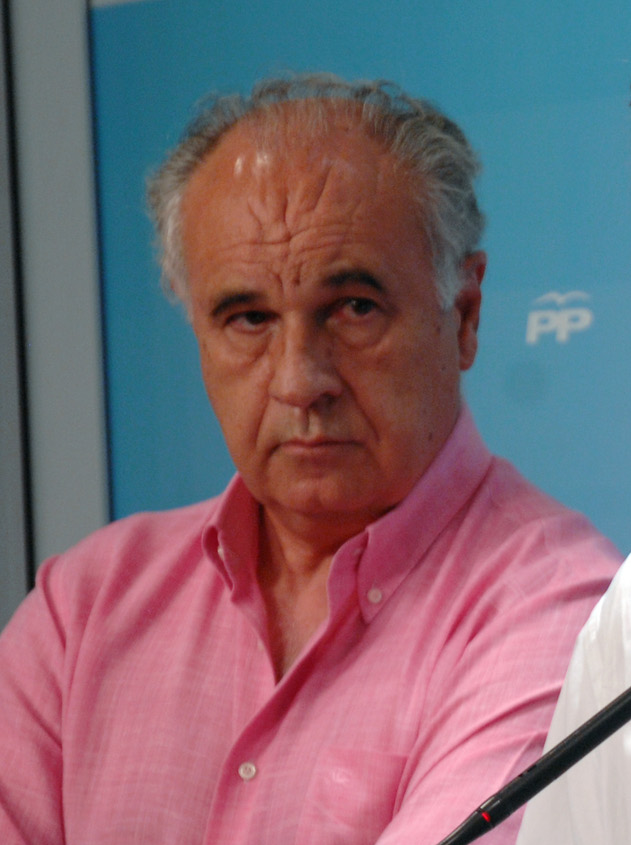
Blasco en 2011

Entre 1991 y 1994, volvió a su plaza de interventor municipal y, tras varios intentos de fundar un partido propio, se aproximó al Partido Popular a través de Eduardo Zaplana, quien lo nombró subsecretario de Planificación cuando accedió a la presidencia de la Generalidad Valenciana gracias a su victoria en las elecciones autonómicas de 1995. En 1999, Zaplana lo nombró consejero de Empleo (1999-2000) y de Bienestar Social (2000-2003). Tras la marcha de Zaplana, el nuevo presidente Francisco Camps lo nombró "conseller" de Territorio y Vivienda (2003-2006) y de Sanidad (2006-2007). Tras la reelección de Camps en 2007, Blasco pasó a la "conselleria" de Inmigración, que Blasco logró llenar de competencias tras ser rebautizada como Conselleria de Solidaridad y Ciudadanía. Durante ese tiempo fue cuando tiene lugar el "caso de la cooperación". Tras la nueva victoria electoral del Partido Popular en la Comunidad Valenciana en 2011, Camps recibió presiones de la dirección de Madrid para que Blasco no entrara en el gobierno de la Generalidad. Entonces Camps lo nombró portavoz parlamentario, con la potestad de poder asistir con voz pero sin voto a las reuniones del gobierno valenciano, a pesar de no formar parte de él.
Tras la dimisión de Camps por el "caso de los trajes" en julio de 2011, y al conocerse los detalles del caso de la cooperación que parecían implicar a Blasco, el nuevo presidente Alberto Fabra lo mantuvo como portavoz "mientras no sea imputado" y le negól acceso a las reuniones de su gobierno.

## El "caso Blasco"
El martes 12 de junio de 2012 se conoce la intención de la juez que lleva el "caso de la cooperación" (o "escándalo de la cooperación"), como lo llama la prensa, de imputar a Rafael Blasco por su presunta implicación en la trama que se ha apropiado de unos seis millones de euros de los fondos de la Comunidad Valenciana para la ayuda a los países subdesarrollados y que nunca llegaron a su destino, cuando Rafael Blasco era conseller de Solidaridad y Ciudadanía, que era el departamento que aprobaba las ayudas. Dada su condición de aforado, al ser diputado de las Cortes Valencianas, el caso pasó al Tribunal Superior de Justicia de la Comunidad Valenciana. Al conocerse la noticia, el presidente del Partido Popular en la Comunidad Valenciana y presidente de la Generalidad Valenciana, Alberto Fabra, que hasta entonces le había mostrado su apoyo, decidió apartarlo temporalmente de sus funciones de portavoz del grupo popular en las Cortes Valencianas. Los diputados de la oposición reclamaron su dimisión como diputado. "Que Blasco siga de diputado es una indignidad", manifestó la diputada socialista Clara Tirado, cuya denuncia ante la fiscalía en octubre de 2010 fue el detonante del "caso de la cooperación". El viernes 22 de junio la fiscalía informa favorablemente sobre la imputación de Blasco.
El 1 de octubre de 2012, Blasco fue imputado por la magistrada María Pía Calderón designada por el Tribunal de Justicia de la Comunidad Valenciana, que un mes antes se había declarado competente en el caso, como presunto autor de seis delitos (fraude de subvención, prevaricación, cohecho, tráfico de influencias, malversación de caudales públicos y falsedad documental) cometidos durante su etapa como consejero de Solidaridad y Cooperación (2008-2011) en el Ejecutivo que presidía Francisco Camps. Al conocerse la imputación, Blasco renunció a su puesto de portavoz parlamentario del Partido Popular en las Cortes Valencianas, aunque afirmó que iba a seguir en su escaño.
Dos meses después, el 30 de noviembre, el consejero de Hacienda valenciano, José Manuel Vela, presentó su dimisión antes de que el Tribunal Superior de Justicia de la Comunidad Valenciana decidiera sobre su imputación por supuesta revelación de secretos, al haber entregado presuntamente un informe de la Intervención de la Generalitat sobre el caso Cooperación a Rafael Blasco. La entrega del informe se produjo presuntamente en el pleno de las Cortes Valencianas del 21 de noviembre, durante el cual Vela pasó a las bancadas superiores del PP dos sobres, uno de ellos para Blasco, quien leyó los papeles en su escaño, como recogieron fotografías publicadas primero por el diario Levante-EMV y las cámaras de las Cortes.
En enero de 2019 se procedió al embargo de parte de su jubilación, así como de otros condenados, para restituir en parte el dinero robado.

### Abandono del Partido Popular
El 25 de junio de 2013 Rafael Blasco presentó en el registro de las Cortes Valencianas una petición para obtener la condición de diputado no adscrito, horas antes de la reunión del grupo parlamentario del Partido Popular en la que estaba prevista su expulsión. De esta forma Blasco quedaba apartado de su antiguo grupo político. Unos días antes, el Comité de Derechos y Garantías del PP de la Comunidad Valenciana había decidido suspender cautelarmente de militancia al exconsejero y exportavoz parlamentario, tras unas declaraciones en televisión en las que criticaba al presidente del partido y jefe del Consell, Alberto Fabra. Este había anunciado que Blasco sería expulsado del Grupo Popular después de que la Abogacía de la Generalitat solicitara 11 años de prisión para él por el fraude en las ayudas de cooperación al desarrollo cuando era titular de la Consejería de Solidaridad y Ciudadanía.
Al conocerse la decisión de Blasco el portavoz del Consell José Ciscar afirmó: "Ha mediado la reflexión. Se ha producido una reflexión del propio Rafael Blasco. Siempre hemos pensado que él no ha querido perjudicar al Partido Popular, y ante lo que era inevitable, que era una expulsión, ha preferido dar el paso en un gesto que le agradecemos”. Blasco se convirtió, así, en el primer diputado no adscrito de la VIII Legislatura de la Comunidad Valenciana.

### Condena
En mayo de 2014 el Tribunal Superior de Justicia de la Comunidad Valenciana dictó sentencia por la que condenaba a Rafael Blasco a ocho años de prisión y veinte de inhabilitación para el ejercicio de cargo público, como autor de un delito de malversación de caudales públicos, al considerar probado que se apropió, en el ejercicio de su cargo, de fondos destinados a programas de cooperación con Nicaragua.
Un año después, el 10 de junio de 2015, el Tribunal Supremo confirmó la condena aunque rebajó la pena a seis años y medio de prisión.
El día 15 de junio, a las 9.00 horas, ingresó en la prisión de Picasent. Salió de prisión con tercer grado a principios de 2019.
En diciembre de 2021 la Audiencia de Valencia solo lo condenó a ocho años de inhabilitación por un delito de prevaricación en concurso medial con fraude a la administración. Se juzgaba la pieza 5 del caso Blasco que trataba de los contratos informáticos que la Conselleria de Inmigración y Solidaridad adjudicó a las dos multinacionales que luego subcontrataron los trabajos a las firmas pantalla del presunto testaferro del exconseller, el empresario Augusto César Tauroni. La Fiscalía pedía 2 años y medio de prisión como presunto autor de un delito continuado de tráfico de influencias en concurso ideal con prevaricación administrativa y fraude a la Administración.